# 童梅芳墓
童梅芳墓位于中国浙江省宁波市鄞州区塘溪镇童村童夹岙自然村西南处，民国墓葬，墓朝西北，墓基呈圆形，封土呈圆锥形，墓券呈圆形，由条石砌筑，2010年9月公布为鄞州区文物保护单位。